# Connecteur MCX

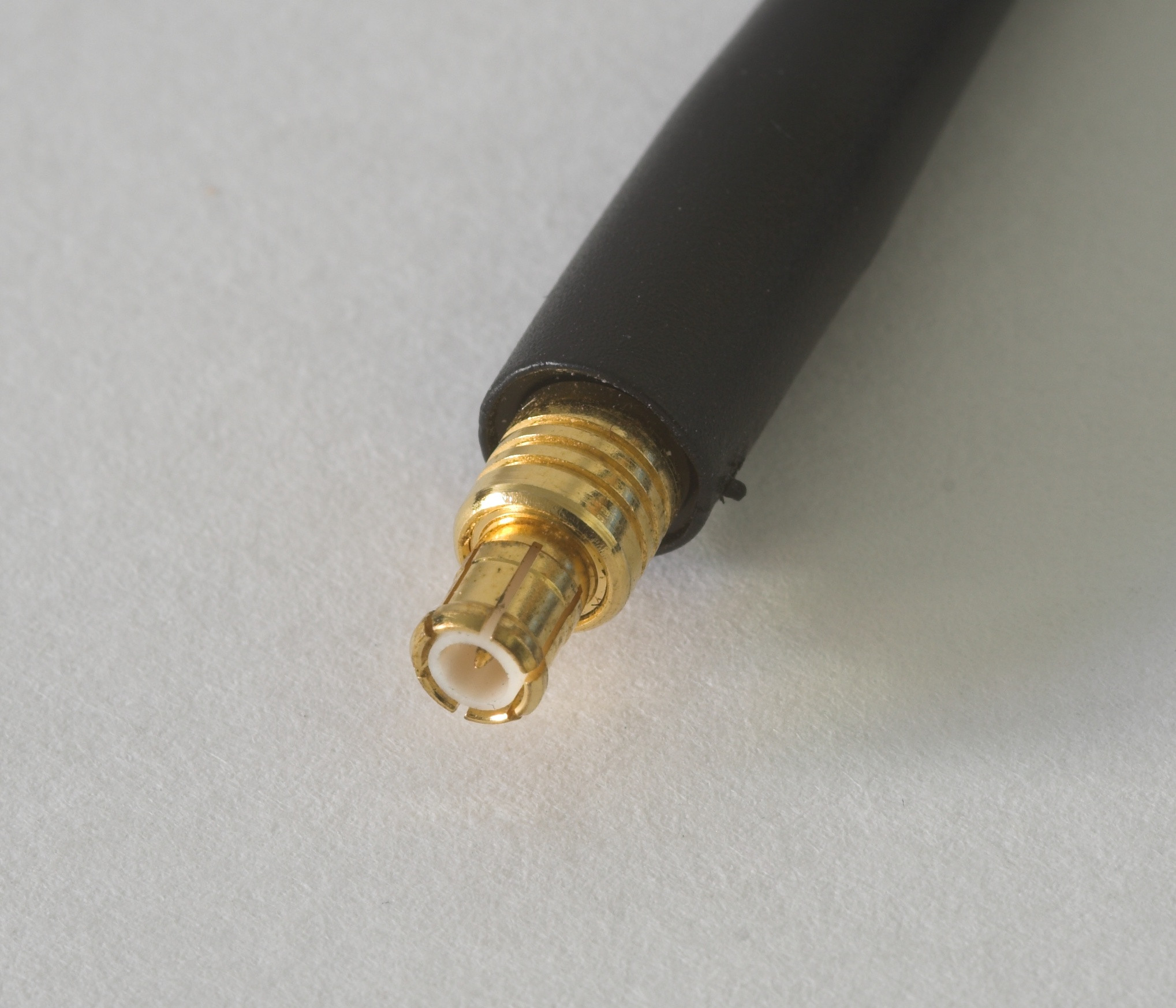
Connecteur MCX Mâle d'une antenne

MCX (micro coaxial) sont des connecteurs RF coaxiaux développés dans les années 1980. Ils ont les mêmes dimensions de contact interne et d'isolant que le connecteur SMB, mais sont 30% plus petits. Le MCX est standardisé en Europe CECC 22220.

## Description
Les connecteurs MCX sont encliquetables et généralement une impédance de 50 Ω (il en existe en 75 Ω) avec une bande passante pouvant aller jusqu'à 6 GHz. Le diamètre extérieur du bouchon est d'environ 3,6 mm.